# Stanisław Karpiński (ekonomista)

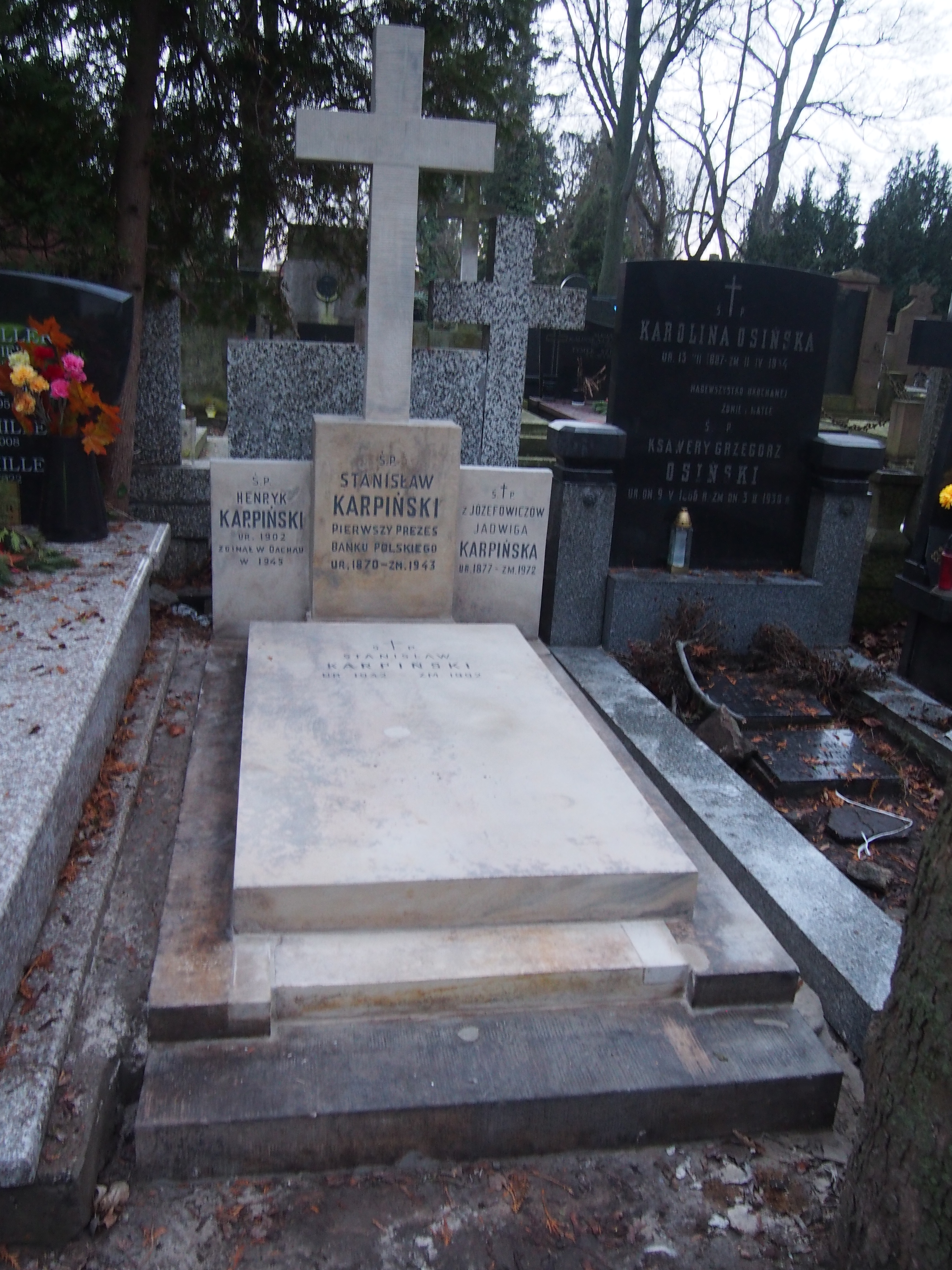
Grób Stanisława Karpińskiego na cmentarzu Powązkowskim w Warszawie

Stanisław Karpiński (ur. 23 października 1870 w Raduczu, zm. 24 grudnia 1943 w Warszawie) – polski bankowiec, minister skarbu, prezes Banku Polskiego.

## Życiorys
Był synem Feliksa zarządcy dóbr Krasińskich oraz Marii z Grabowskich, córki śpiewaczki operowej Konstancji Gładkowskiej. Ukończył szkołę realną we Włocławku. Następnie uczył się w Szkole Handlowej w Warszawie, a studia ekonomiczne odbył na Uniwersytecie Lipskim. Od 1893 pracował w Banku Handlowym w Warszawie, po trzech latach został przeniesiony do warszawskiego oddziału Petersburskiego Banku Handlowego, gdzie z czasem awansował na stanowisko prokurenta. W czasie pobytu w Rosji zaczął pisać artykuły do prasy. Od 1896 r. współpracował z wydawanym przez Zygmunta Wasilewskiego i związanym z narodową demokracją „Głosem”. W 1910 wspólnie z dr. Antonim Rządem zorganizował Bank Towarzystw Spółdzielczych w Warszawie. Został dyrektorem naczelnym banku i funkcję tę pełnił z przerwami do 1924 r.
Był członkiem Ligi Narodowej od 1890 roku.

### I wojna światowa
W 1914 był członkiem i skarbnikiem Centralnego Komitetu Obywatelskiego. W lipcu 1916 r. z listy Narodowego Komitetu Wyborczego został wybrany radnym miasta Warszawy, następnie decyzją rady stał się członkiem Zarządu Miasta, w którym do marca 1917 r. kierował finansami miasta.
Pod koniec wojny, sprzeciwiający się współpracy z państwami centralnymi, Karpiński podjął się opracowania zasad gospodarki finansowej przyszłej Polski, które wyłożył w wydanej w 1918 r. broszurze Projekt ustawy Banku Polskiego w związku ze sprawą waluty. Kierując w tym czasie pracami komisji specjalnej do spraw organizacji finansów komunalnych, opracował projekt organizacji przyszłego Banku Komunalnego.

### II Rzeczpospolita
W listopadzie 1918 r. został powołany przez występującego w charakterze komisarza rządu Józefa Englicha na dyrektora Polskiej Krajowej Kasy Pożyczkowej. Karpiński przygotował tę instytucję do przyszłego przekształcenia w Bank Polski. Był współautorem ustawy o PKKP wydanej w formie dekretu Naczelnika 7 grudnia 1918 r., w myśl której suma biletów wydana po 11 listopada 1918 r. miała nie przekroczyć kwoty 500 min marek. Karpiński optował za nazwą złoty dla przyszłej waluty. Z kierowania PKKP zrezygnował w związku z powołaniem go 4 kwietnia 1919 r. na stanowisko ministra skarbu w rządzie Ignacego Jana Paderewskiego. Nowy minister został przyjęty niechętnie, a jego decyzje były często przez urzędników podważane. Jako szef resortu zakazał używania w pracy ministerstwa „wyrażeń przejętych z języków biurokracji austriackiej, niemieckiej i rosyjskiej, zupełnie obcych duchowi języka polskiego i niezrozumiałych dla wszystkich”. Karpiński za jedyny realny sposób szybkiego zaspokojenia potrzeb skarbu uznał dalszy druk pieniądza, w związku z czym ustawą z 30 maja 1919 r. uzyskał upoważnienie dla PKKP do wyemitowania kolejnych 500 min marek polskich. Podczas pracy ministerialnej zajmował się w trakcie pełnienia urzędu przede wszystkim sprawami walutowymi. Minister przedstawił w sejmie nieuchwalone ostatecznie propozycje ustaw o statucie Banku Polskiego, wymianie znaków pieniężnych, a także organizacji władz skarbowych. Równocześnie zapowiadał, iż wymiana powinna nastąpić według relacji 1 złoty = 1 marka. Expose sejmowe Karpiński wygłosił dopiero 15 lipca 1919 r., czyli zaledwie kilkanaście dni przed dymisją. Podkreślił w nim trudności napotykane w pracach nad przygotowaniem planu gospodarki skarbowej na 1919 r. Do przeszkód zaliczył: brak ustalonych granic, toczące się walki zbrojne, zniszczenia wojenne i unieruchomienie dużej części potencjału gospodarczego państwa. Okres pełnienia przez Karpińskiego funkcji ministra skarbu nie przyniósł widocznych osiągnięć w zakresie budowy własnego systemu podatkowego, lecz podjął działania na rzecz jego wciąż oczekiwanego ujednolicenia. Do prac nad tymi rozwiązaniami powołał w Ministerstwie Skarbu dyrektora Wacława Dzierzgowskiego, który zajął się przygotowywaniem nowych projektów podatkowych. Znalazł się wśród nich zdecydowanie najważniejszy projekt ustawy o podatku dochodowym, akty dotyczące podatku gruntowego, przemysłowego, hipotecznego, mieszkaniowego i dochodowego od kapitałów pieniężnych, zaś do sejmu skierowany został projekt ustawy o podatku spadkowym. Prace podjęte za Karpińskiego stały się podstawą zmian w systemie podatkowym wprowadzanych w 1920 r. przez późniejszego ministra skarbu Władysława Grabskiego. Znamienne było podejście ministra do danin publicznych monopoli skarbowych, które w 1919 r. przyniosły budżetowi ok. 30% ogółu wpływów. Mimo że nie był zwolennikiem tej formuły opodatkowania i nie poparł wniosku większości sejmowej domagającej się przygotowania projektu wprowadzenia monopolu tytoniowego, stał na stanowisku utrzymania i rozszerzenia na terytorium całego państwa monopolu sprzedaży spirytusu oraz cukru. Potwierdzeniem tego było wniesienie do Sejmu projektu ustawy o monopolu spirytusowym.
Urzędowanie zakończył 31 lipca 1919 r. podając się do dymisji. Po odejściu z rządy powrócił na stanowisko dyrektora Banku Towarzystw Spółdzielczych. W lutym 1920 r. został też prezesem Związku Banków w Polsce, kierował w tym czasie również Syndykatem Przekazowym Banków oraz Komitetem Giełdowym. W 1922 r. wszedł z listy Związku Ludowo-Narodowego do senatu, gdzie zasiadał w komisji budżetowej. W styczniu 1923 r. na naradzie u prezydenta Stanisława Wojciechowskiego poparł plan odnowy skarbu przedstawiony przez premiera i ministra skarbu Grabski, zaś 21 stycznia 1924 r. szef rządu powołał Karpińskiego na przewodniczącego Komitetu Organizacyjnego Banku Polskiego. Kilka dni później Komitet wydał swą pierwszą odezwę informującą o przyjęciu statutu Banku Polskiego. Pierwszymi akcjonariuszami stali się prezydent i premier, trzecim został Karpiński, który nabył 100 akcji banku po 100 zł każda. Dnia 6.02.1924 r. stanął on również na czele Rady Nadzorczej Polskiej Krajowej Kasy Pożyczkowej. Następnie 29.03.1924 r. został mianowany na okres pięcioletniej kadencji prezesem Banku Polskiego. 28.04.1924 r. Karpiński zainaugurował działalność banku, a jednym z elementów uroczystości stało się odsłonięcie w jego siedzibie tablicy pamiątkowej z przygotowanym przez prezesa wspólnie z wieloletnim współpracownikiem Antonim Rządem tekstem głoszącym, iż „Państwo polskie, powołując do życia w roku 1924 Bank Polski, jako ostoję ładu pieniężnego w kraju i jako wyraz duchowej łączności z przedwiekową instytucją tejże nazwy, wyraża wdzięczność tym licznym obywatelom, którzy nie szczędzili ofiar na skarb narodowy”. Przez długi czas ściśle współpracował z premierem Grabskim, wspierając reformę skarbowo-walutową i dbając o stabilny kurs złotego, jednak w listopadzie 1925 r. odmówił rządowi interwencji na giełdach, czym przyczynił się bezpośrednio do dymisji gabinetu. Po przejęciu władzy przez sanację Karpiński nadal dbał o niezależność Banku Polskiego, wchodząc w liczne konflikty z obozem rządzącym, domagającym się podporządkowania banku rządowi.
W 1929 r. po upływie kadencji nie uzyskał ponownej nominacji i odszedł z Banku Polskiego oraz zakończył karierę zawodową, jak i polityczną.
Zmarł w Warszawie. Pochowany na cmentarzu Powązkowskim (kwatera 284 a wprost-1-21).
W 2022 roku Fundacja Stare Powązki z inicjatywy premiera Mateusza Morawieckiego i środków z KPRM odnowiła jego nagrobek.

## Życie prywatne
W 1899 roku jego żoną była Jadwiga Eugenia z Józefowiczów (1877–1972), z którą miał dwie córki i dwóch synów.

## Ordery i odznaczenia
- Krzyż Komandorski z Gwiazdą Orderu Odrodzenia Polski (27 grudnia 1924)[8]

## Publikacje (wybór)
- Zasady działalności banków (1899)
- O bankowości w Polsce (1913)
- O bankowości w Polsce. Dzisiaj i jutro (1915)
- Wykłady o bankowości (1916)
- Projekt ustawy Banku Polskiego (1918)